# Niska Jabłonica
Niska Jabłonica dawniej też Jabłonica alias Jabłonka – wieś w Polsce położona w województwie mazowieckim, w powiecie przysuskim, w gminie Borkowice. Wieś ma status sołectwa. Leży nad rzeką Jabłonicą.
W latach 1975–1998 miejscowość administracyjnie należała do województwa radomskiego.
Wierni Kościoła rzymskokatolickiego należą do parafii Wniebowzięcia Najświętszej Maryi Panny w Rzucowie.

## Historia wsi
Według zapisów historycznych wieś znana już w wieku XIII.
W wieku XV wspomina ją Długosz (Dług. III, 147). jako należącą do Klasztoru Wąchockiego. W dok. z r. 1260 wyliczającym posiadłości klasztoru jędrzejewskiego, powiedziano: "Jablonicza cum eastoribus in ipso fiuvio, guam Wsze-borius filius Cristini contulit" (Kod. kat. krak., I, 79).
Zapewne drogą zamiany przeszła w posiadanie klasztoru wąchockiego. Borzuj z Ninkowa oświadcza w dok. z r. 1274, iż od klasztoru wąchockiego otrzymał wsi: Jabłonica, Wawrzyszów i Wolę Wawrzyszowską dla doprowadzenia takowych do lepszego stanu („ad meliorationem") (Kod. mał., III, 278). W 1354 Janusz, opat wąchocki daje w zastaw za 20 grzyw. wieś Jabłonica., Lasocie, kasztelanowi „de Zadybie" na 13 lat (Kod. mat., III, 102).
Za czasów Długosza miała 6 tan, km., zagrod., karczmę, młyn i folw. klasztorny. Dziesięcinę wartości do 4 grzywien pobierał klasztor (L. B., III, 407).
W wieku XIX znana jako : Jabłonka – wieś i osada leśna, majorat, nad rzeką Jabłonicą w powiecie koneckim, gminie Chlewiska, parafii Borkowice, o 38 wiorst od Końskich, o 7 wiorst od Chlewisk. Podług spisu z 1827 r. było tu 18 domów 123 mieszkańców. Podług spisu 1862 liczyła 28 domów 239 mieszkańców 194 mórg ziemi dworskiej i 315 mórg włościańskich.
Osada leśna posiada rządowy zakład żelaza i 2 mórg gruntu. Grunta dworskie wsi Jabłonka stanowią majorat generała Sierzputowskiego. Jabłonica na mapie rosyjskiej z roku 1938.